# バイオハザード (テレビドラマ)
『バイオハザード』(Resident Evil)は、カプコンのビデオゲーム『バイオハザードシリーズ』を原作とした、Netflixで配信されているアメリカのホラードラマテレビシリーズである。

## 概要
『バイオハザード (映画シリーズ)』を手掛けたコンスタンティン・フィルムが制作し、『スーパーナチュラル』シーズン12 - 15などでショーランナーを務めたアンドリュー・ダブが製作総指揮を務める。2022年7月14日にNetflixにて配信開始。
2022年8月、評価が振るわなかったことを理由に1シーズンでの打ち切りが発表された。
低評価についてIGN JAPANのライターである渡邉卓也は「『バイオハザード』の名前を借りただけのB級ドラマ」と酷評する記事を発表している。また、「ミラ・ジョヴォヴィッチ版映画シリーズも『ウェルカム・トゥ・ラクーンシティ』も原作の登場人物が登場するが、本作はアルバート・ウェスカーを除いてほとんど原作と無関係のオリジナルキャラクターだ」と指摘し、ウェスカーは「目がふたつあって、鼻と口がひとつずつあるところは似ている」と皮肉った。

## テーマ・設定概要
本作は2022年と2036年の二つの時間軸で展開されるオリジナルストーリーであり、原作ゲームシリーズや、本作と同じくコンスタンティン・フィルムが制作し、ポール・W・S・アンダーソンが手掛けた6部作の映画シリーズと、ヨハネス・ロバーツが手掛けたリブート版とも異なる独自の世界の物語となっている。
ただし全く無関係ではなく、製作総指揮のアンドリュー・ダブによれば、「ゲームはドラマのバックストーリーです。ゲームの中で起こることはすべてこの世界にも存在しているんです。最新作の『バイオハザード ヴィレッジ』もその中に含まれています。」と語っており、2021年発売の原作ゲーム『バイオハザード ヴィレッジ』までの劇中の事件や出来事が、ドラマ版の世界の中でも起こっているとされている。
アンドリューの発言の通り、ドラマの劇中では「ラクーンシティが1998年に崩壊している」ことや、「アルバート・ウェスカーが2009年に火山で死亡している」ことなど、原作と同じ時間に、同じ出来事が起きていることが語られている。
しかし、全てにおいて原作ゲームと同じ出来事が起きているわけでは無く、ドラマ版における原作ゲームとの最大の相違点として、アンブレラ社がラクーンシティ崩壊後に倒産していない点がある。
ドラマ版の世界では、ラクーン事件は大規模なガス漏れによる爆発が原因であると隠蔽され、アンブレラがガス漏れの原因の一端を作ったという理由で株価が下落し、旧経営陣は撤退に追い込まれたものの、倒産には至っておらず、創設者ジェームス・マーカスの娘であるイヴリン・マーカス率いる新体制で存続し続けている。
ラクーン事件後に凋落したアンブレラは、再起を図るため、ニューラクーンシティと呼ばれる町を興して本社を移し、これまでのメイン事業である政府関連の仕事から、医薬品の直販事業をメインに方針転換し、T-ウィルスの誘導体が含まれる「JOY（ジョイ）」と呼ばれる抗うつ剤の新製品に社運を賭けている。
その後、2022年内に起きたある出来事が理由で、T-ウィルスが全世界に広まり文明社会が崩壊し、2036年ではアンブレラ社が生き残った人類を管理するようになった世界で物語が紡がれている。
このように本作は、アンブレラ社が倒産していない等のいくつかの相違点はあるものの、原作ゲーム『VILLAGE』までに起こった主要な事件や出来事（ゲーム内の時系列で2021年まで）を、ドラマ版の世界でも過去に起こった出来事としていて、それを踏まえた上で、2022年からは、原作ゲームとは異なる物語が開始されるという作品世界になっている。
さらにコンスタンティン・フィルムの6部作映画シリーズでも見られた「T-ウィルスによって文明社会が崩壊する」「現在の技術水準を超えたクローニング技術が登場する」「ジェームス・マーカスの娘がアンブレラのCEOに就任している」などの原作には無い映画版独自の設定が組み合わさったような世界設定となっている。

## ストーリー
本作は2022年と2036年の2つの物語が交互に描写される形で物語が進行する。
2022年の物語では、アルバート・ウェスカーの娘で、異なる母親から卵子とアルバートの精子で受精、代理母出産により誕生した14歳の二卵性双生児のビリーとジェイドの葛藤を扱っている。
アルバートがかつて勤めていたアンブレラ社の重役に抜擢され、二人はアンブレラ社の企業城下町であるニューラクーンシティに移り住む。そこで2人の少女は、自分たちの出自とアンブレラ社の陰謀を目の当たりにする。一方、父親は生物兵器T-ウィルスの危険性について危惧し、新製品開発への協力を渋っている。
2036年の物語では、T-ウィルスによって文明社会が崩壊し、壁に囲まれた都市に住む1500万人の難民と、T-ウィルス感染して人食いの怪物「ゼロ」となった60億人の人間たちが地上世界を闊歩している。地球上で最も強力な組織はアンブレラ社であり、ジェイドを世界規模で執拗に追跡している。

## 登場人物 / キャスト

### 主要人物
ジェイド・ウェスカー（Jade Wesker）
演 - タマラ・スマート（少女期）、日本語吹替 - 藤原夏海
演 - エラ・バリンスカ（成人後）、日本語吹替 - 三瓶由布子
ウェスカー家の長女で本作の主人公。
2022年にビリーと共にアンブレラ本社に忍び込んだ出来事が、巡り巡って世界規模のバイオハザードに繋がったことを後悔しており、2036年の世界ではT-ウィルスを根絶するため活動し続けている。しかし、功を焦って自分勝手な行動を起こし、結果として仲間を死なせてしまうなどの問題行動も多い。このことは自身でも自覚しており、夫アルジュンに心情を吐露している。
また、ビリーからもジェイドの問題行動が指摘されており、ジェイドの行動が原因で多くの人間が亡くなっていることについて、「過去の過ちを修正する事ばかり考えて、周りが巻き込まれることはお構いなし」と糾弾され、ジェイドは反論することが出来なかった。
ビリー・ウェスカー（Billie Wesker）
演 - シエナ・アグドン（少女期）、日本語吹替 - 白石晴香
演 - アデライン・ルドルフ（成人後）、日本語吹替 - 戸松遥
ジェイド・ウェスカーの双子の妹。ヴィーガンであり動物由来の食事を取っておらず、アンブレラ社が行っている動物実験を嫌悪している。
少女期を演じたシエナ・アグドンは、ヨーロッパ、ハワイ、フィリピン等の多様なルーツを持つ人物だが、成人後を演じたアデライン・ルドルフは、ドイツと韓国等をルーツに持つ人物であるため、少女時代と成人後で顔立ちや印象が異なっている。
アルバート・ウェスカー / アル（Albert Wesker / Al）
演 - ランス・レディック、日本語吹替 - 江川央生
ジェイドとビリーの父親。アンブレラ社の重役かつ科学者であり、CEOのイヴリンと共に新製品開発に取り組んでいる。
母親の居ない二人の娘達を常に気にかけているが、多忙な身の上であるため、大事な時に側に居ることができず、娘達とは心がすれ違い続けている。また、定期的に娘達から血液検査と称して血液を採取するなど、不可解な行動も目立つ。
その正体はオリジナルのアルバート・ウェスカーの手によって作られたクローン人間であり、オリジナルの計画・研究遂行の駒として制作された。
オリジナルから見捨てられた後は、イヴリンによって保護され、普通の人間としての生活を与えられる見返りに、彼女の計画の協力を行っている。イヴリンや他のクローン体たちからは、区別のため「アル（Al）」と呼ばれている。
オリジナルが行った急速成長の為の遺伝子操作の影響で、近親者の血液を定期的に摂取しないと生きられない体になっている。このため、ジェイドとビリーを生み出し、定期的に血液を採取するために二人の父親としての役割を演じていた。
原作ゲームでは白人男性だったが、本作ではオリジナルや他のクローンも含め、黒人男性のランス・レディックが演じている。

### 2022年の登場人物
サイモン（Simon）
演 - コナー・ゴサッティ、日本語吹替 - 石毛翔弥
ラクーン高校に通う男子学生でイヴリン・マーカスとダイアナの息子。アンブレラのCEOを母に持つという環境からか、コンピューターネットワークに強く、ハッキングを得意とする。
持ち前のハッキング技術で、ニューラクーンシティではアンブレラによってアクセスがブロックされている「デカダンス」と呼ばれる日本製アニメを閲覧できるようにし、他の学生たちに披露していた所でジェイドと出会う。ハッキング技術の腕を見込まれて、ジェイドに協力を要請され、以降、アンブレラが隠蔽している事実を暴くため、アンブレラによってブロックされているWEBサイトの解析や、ジェイド達の家に隠された秘密を暴く等、ウェスカー姉妹達と協力していく。
ダイアナ（Diana）
演 - エミリー・チャイルド、日本語吹替 - 永田亮子
イヴリン・マーカスの同性のパートナーで妻。
イヴリンと一緒の時間を過ごしたいと願っていたが、彼女が多忙なため叶わず、徐々にイヴリンから心が離れていった。イヴリンが居ない日は、よく怒っていたようで、息子のサイモンも二人がそろそろ別居するだろうと感じ取っていた。
しかし、ある日を境に人が変わったように穏やかになり、サイモンは不思議に思っていたが、実はイヴリンにより「JOY」を定期的に飲み物に混ぜるなどして与えられていたことが原因だった。
ところが「JOY」を与え過ぎたためか、エピソード8では、常に興奮状態で、包丁で指を怪我しても全く痛みを感じないなど、異常な精神状態になっていることが判明する。
タミー・アイザック（Tammy Isaacs）
演 - Haseena Allie、日本語吹替 -
ラクーン高校に通う女子学生。ヴィーガンに対して偏見を持っており、ヴィーガンであるビリーと取っ組み合いの喧嘩になった。
アンヘル・ルビオ（Angel Rubio）
演 - Pedro De Tavira、日本語吹替 - 丸山智行
ルポライターの男性。アンブレラの安全衛生違反について何年も前から調べており、アンブレラの違法な活動について自身のWEBサイトで公開していた。
ティファナのアンブレラ研究所で起きた事故の犠牲者の妻に取材を行った際、その女性から、夫が実験用のラットに噛まれてだんだんとおかしくなっていったことを教えてもらい、さらに夫が掴んだアンブレラの機密情報が入ったUSBメモリを貰う。その中には、かつて1998年のラクーンシティでもティファナと同様の事故が起こり、アンブレラと合衆国政府が隠蔽のために核爆弾を投下したという一般には公表されていない内容が書かれており、アンブレラが長年にわたって隠蔽してきた真実を知る。
アンヘルのWEBサイトを閲覧したジェイドが、アンヘルにコンタクトをとり、オンラインチャットを開始する。その中でジェイドがT-ウィルス感染生物に噛まれた人間を話題にしたことで、ジェイドに興味を持ち、彼女に会うためニューラクーンシティに渡る。
ニューラクーンシティでジェイドに出会った際、彼女たちにかつてのラクーンシティの真実を伝えるが、アンブレラの人間に拘束され、アンブレラ本社に移送される。そこでアンブレラについて嗅ぎまわるアンヘルを疎ましく思っていたイヴリン達から拷問を受ける。長時間拷問を受けても絶対に口を割らなかったが、最後は、彼を不憫に思ったアルから慈悲で、高濃度の「JOY」を投与されたことで死亡する。

### 2036年の生存者達
アルジュン・バトラ（Arjun Batra）
演 - アハド・ラザ・ミール、日本語吹替 - 浜田賢二
生存者たちが暮らす輸送船「ユニバーシティー」に乗船しているジェイド・ウェスカーの夫。
ビー（Bea）
演 - Ella Zieglmeier、日本語吹替 - 田中貴子
生存者たちが暮らす輸送船「ユニバーシティー」に乗船しているジェイド・ウェスカーの娘。ジェイドの現在の夫であるアルジュンとは血の繋がりは無く、シーズン1の時点では本当の父は明かされていない。
アムリタ・シン（Amrita Singh）
演 - Ayushi Chhabra
生存者たちが暮らす輸送船「ユニバーシティー」に乗船している科学者の女性。
ジェイドが手に入れたゼロの変異体の秘密を解き明かすため、ゼロの生体研究の協力を行っていたが、研究のためにジェイドが独断で船内に持ち込んだゼロが、研究中に暴走する事故が発生し、事故に巻き込まれて命を落とす。

### アンブレラ社
イヴリン・マーカス（Evelyn Marcus）
演 - パオラ・ヌニェス、日本語吹替 - 加藤有生子
アンブレラの創設者であるジェームス・マーカス博士の娘で、2022年におけるアンブレラ社のCEO。ダイアナという同性のパートナー（妻）がいる。
ラクーン事件以降、凋落してしまったアンブレラ社に、かつての栄華を取り戻すべく奮闘している。特にアルバートが開発した抗うつ剤「JOY」に世界を変える可能性を見いだし、莫大な投資を行っている。
2036年の世界にも登場するが、ビリーにより脳内に電極を埋め込まれ、87種類の薬を投与することにより、タブレット端末で遠隔操作可能な操り人形となっている。
ロス（Roth）
演 - アンソニー・オセエミ
イヴリン・マーカスの直属の部下の黒人男性。イヴリンの命令に忠実に行動している。
拷問のような汚れ仕事でもイヴリンのとあらば躊躇なくこなすため、アルから嫌じゃないのかと心配されたが、「マゾヒストなので問題ない」と返した。
リチャード・バクスター（Richard Baxter）
演 - ターロック・コンヴェリー、日本語吹替 - 中村悠一
2036年のアンブレラ社の部隊を率いる肥満体型の男性。会社の命令でジェイドを追跡しており、執拗に追いかけ拘束しようとする。
笑顔を絶やさない人物だが、アンブレラに敵対する人間には容赦が無く、たとえアンブレラに好意的な人間であっても、利用価値が無いと判断すれば即座に切り捨てる等の冷酷さを持つ。
反面、チャーリーとカーディという飼い犬がおり、2匹を溺愛している。チャーリーとカーディを養うためにアンブレラの仕事をしていると語っている。
ブラザーフッドと呼ばれるカルト集団にジェイド共々拉致された後は、利害の一致からジェイドと協力してブラザーフッドの領地からの脱出を試みるも、最後はゼロの集団に追い詰められ、食い殺された。

### アルバートとクローン達
アルバート・ウェスカー（オリジナル）
演 - ランス・レディック
前述のジェイド、ビリーの父であるアルや、後述のアルビー、バートのクローン達のオリジナルに当たる存在。元アンブレラ社の研究員で1998年のラクーン事件以降は、アンブレラを裏切ってライバル企業に身を置いている。このためアンブレラ社から命を狙われている。
2000年代前半に、自身の計画・研究の遂行のため、自分自身のクローンを3体作成し、アークレイ山地のアンブレラが放棄した施設を隠れ家とし、この隠れ家で自身の研究を手伝わせていた。この際、自身と同等の知能になるまで成長する時間が惜しかったことから、赤ん坊として生まれたクローンに対して、半年で20歳までに成長するよう遺伝子操作を行った。以降は通常通り歳をとるように調整したものの、クローン達の体には遺伝子操作の影響が如実に現れ、定期的に治療を施さなければ生きられない体となった。
2005年に隠れ家をアンブレラに襲撃された後、行方を眩ます。その後、2009年に火山にて死亡したことが、バートによって語られている。
劇中では原作と同様にサングラスを着用し、原作ゲーム『5』と同様の服装で登場した。2009年に火山で死亡するという顛末も原作と同じである。
アルビー（Alby）
演 - ランス・レディック
オリジナルのアルバート・ウェスカーが作成したクローンの一人。他のクローンとの区別のためアルバートをもじった「アルビー（Alby）」と呼ばれている。
2005年にアークレイ山地の隠れ家にて、オリジナルの研究を手伝っていたが、そこにアンブレラ率いる部隊が襲撃を行い、もはや用済みであると判断したオリジナルによって頭を撃ち抜かれて死亡した。
バート（Bert）
演 - ランス・レディック
オリジナルのアルバート・ウェスカーが作成したクローンの一人。他のクローンとの区別のためアルバートをもじった「バート（Bert）」と呼ばれている。
2005年にアークレイ山地の隠れ家にて、オリジナルの研究を手伝っていた。陽気な性格で、音楽を聴きながら作業をしていたが、オリジナルに咎められた。
そこにアンブレラ率いる部隊が襲撃を行い、その襲撃と、オリジナルによる粛清を生き残る。以降はイヴリン・マーカスの手によって保護され、ニューラクーンシティのアンブレラ本社にて17年にも渡って軟禁されていた。
オリジナルが行った急速成長の為の遺伝子操作の影響で、頻繁に透析を行わないと生きられない体になっている。

## 登場クリーチャー / 敵対者
劇中や制作者インタビュー等で正式名称が語られていないクリーチャーについては仮名で記載
ゼロ（Zero）
ゼロ株と呼ばれるT-ウィルスの変異株に感染した人間の成れの果て。
2036年の世界では、全人類のうち約60億人の人間がゼロと化しており、地上世界を闊歩している。最も本能的な欲求である「食欲」に突き動かされ、生存者たちを襲う。
通常株のT-ウィルス感染者であるゾンビと違い、敏捷性が損なわれておらず、走ることができるほか、体にはあちこちに腫瘍ができている。また、太陽光によって角膜が焼き切れているため視力が非常に低く、目視ではほとんど相手を認識できない。また聴力もほとんど失われているが、代わりに嗅覚に優れている。特に血の匂いには非常に敏感で、かなり距離が離れていても、出血している人間や動物を認識し、襲い掛かってくる姿が描写されている。
ゾンビと同様に知能はほとんど無いが、T-ウィルスが変異して弱毒化すると賢くなることがジェイドによって示唆されており、エピソード4では下記の「女王」と呼ばれる変異体が登場した。
マザー・ゼロ（Mother Zero）
演 - Candice van Litsenborgh
エピソード4のブラザーフッドの領域内に登場した女性のゼロの変異体。ブラザーフッドの指導者からはフランス語で「女王」を意味する「ル・レーヌ（Leur reine ）」と呼ばれている。
高い知性を持ち、首にできた大きな腫瘍を震わせ、叫ぶことで他のゼロ達を操る特性を持つ。ブラザーフッドの住人達はこの特性を利用して、彼女に生存者の肉を提供する見返りにゼロを操ってもらい、大量のゼロ達を労働力として利用していた。
これまでに無い高い知性を持つゼロの変異体ということで、後にジェイドによって首を切られ、持ち帰られた。
首に出来た巨大な腫瘍を振るわせ、叫ぶことで他の感染者を操るという特性は、原作ゲーム『6』に登場したシュリーカーを彷彿とさせる。
巨大な芋虫のクリーチャー（正式名称不明）
エピソード1の2036年の物語に登場。
T-ウィルスに芋虫のような生物が感染し、巨大化したクリーチャー。原作ゲーム『3』に登場したグレイブディガーや、『0』に登場したセンチュリオンを彷彿とさせる。
劇中では、ゼロ対策用の火炎放射器の音とゼロの大軍の騒ぎを聞きつけて地面からコンクリートを突き破って登場し、ジェイドに襲い掛かった。
ケルベロス（Cerberus）
エピソード1の2022年の物語に登場。
T-ウィルスの誘導体が含まれた抗うつ剤「JOY」の限界摂取量を見極めるため、ドーベルマンに対して「JOY」を過剰投与させる動物実験により誕生したクリーチャー。
動物実験の犠牲となる動物を哀れんだビリーの手によって解放された後、ジェイドとビリーに襲い掛かり、ビリーに噛みついてT-ウィルスを感染させた。
この件がビリーにとってトラウマになったためか、ウィルスの影響で彼女が見る幻覚の中にもたびたび登場する。
リッカー（Licker）
エピソード3の2036年の物語に登場。
T-ウィルスに感染した人間が変異した存在。ゼロと同様に視力は失われているものの、聴力に優れ、壁や天井を這って移動できる。露出した脳と長く伸びる舌、鋭い鉤爪が特徴的なクリーチャー。英仏海峡トンネル（ユーロトンネル）内を住みかにして活動しており、生存者やバクスター率いるアンブレラの兵士たちに襲い掛かった。
巨大な蜘蛛のクリーチャー（正式名称不明）
エピソード3の2036年の物語に登場。
T-ウィルスに感染して巨大化した蜘蛛で、英仏海峡トンネル（ユーロトンネル）内を住みかにして活動しており、生存者達に襲い掛かった。
チェーンソーを持った処刑人
エピソード4の2036年の物語に登場。
ブラザーフッドの領域で、マザー・ゼロに献上する肉を用意するため生存者の処刑をまかされた人間の敵対者。処刑道具としてチェーンソーを扱っている。
劇中ではバクスターと共に捕まったアンブレラの兵士をチェーンソーで切り刻んで殺害し、切り取った肉をマザー・ゼロに献上していた。
後にゼロ達が制御不能になり、領域内が混乱に陥った後は、チェーンソーを振り回してジェイドに襲いかかったが、バクスターにより頭部を撃ち抜かれて絶命した。彼が所持していたチェーンソーはジェイドの手に渡り、マザー・ゼロの頭部を回収するために使われた。
ウィルス感染者等ではなく、あくまで人間の敵対者であるが、その劇中での姿は原作ゲーム『4』に登場する寄生生物「プラーガ」に寄生された人間のクリーチャー「チェーンソー男（Dr. Salvador）」の姿を再現したものになっている。
リサ・トレヴァー（Lisa Trevor）
エピソード5の2022年の物語において、ジェイド達の家の地下に隠された秘密研究室に保管されていた「RC1998 リサ」という名称のDVDに記録された映像に登場。
1998年のラクーンシティ郊外にて、アルバート・ウェスカー、ウィリアム・バーキンらの手によって監禁され、ウィルス実験のえじきとなった少女。原作ゲームと同様の末路を辿ったと思われる。背面には巨大な眼球が生成されており、映像を見たジェイドはフェイク映像であると言い捨てた。
巨大なワニのクリーチャー（正式名称不明）
エピソード7、8の2036年の物語に登場。
T-ウィルスによって巨大化したワニで、原作ゲーム『2』に登場したアリゲーターのような存在であると思われる。
生存者たちが暮らす輸送船「ユニバーシティー」で捕縛され、脳内に電極を埋め込まれて眠りについている。後にビリー率いるアンブレラの追跡から逃れるため、ジェイド達の手によって解き放たれた。
培養タンクに保管された人型クリーチャー（正式名称不明）
エピソード8の2022年の物語に登場。
原作ゲームシリーズにおけるタイラントを彷彿とさせる外観で、原作ゲーム『1』のタイラントと同様のアングルで爪が映し出されたりするなど、ゲームと同様の演出も見られた。

## エピソードリスト

### シーズン1 (2022年)
2022年7月14日に一括配信された。
| 通算 No. | No. | 日本語題 原題                                                  | 監督                       | 脚本                                   |
| --- | --- | -------------------------------------------------------------- | -------------------------- | -------------------------------------- |
| 1 | 1   | "ニューラクーンシティへようこそ" "Welcome to New Raccoon City" | ブロンウェン・ヒューズ     | アンドリュー・ダブ                     |
| 2022年: 終末の3か月前。ジェイドとビリーのウェスカー姉妹は、父アルバート・ウェスカー（アル）と共に、アンブレラ社の企業城下町「ニューラクーンシティ」に移り住む。ニューラクーンシティで生活する中で、アンブレラが違法な動物実験を行っていることを知り、ビリーとジェイドはアンブレラ本社に忍び込む。 2036年: ジェイド・ウェスカーはT-ウィルス感染者「ゼロ」の観察活動中にミスを犯し、ゼロの大軍と芋虫のクリーチャーに襲われる。その後、生存者の一団に救出され彼らの拠点に移送されるが、それは懸賞金目当ての罠であり、ジェイドを捕らえるべく、バクスター率いるアンブレラの部隊が現れる。 |     |                                                                |                            |                                        |
| 2 | 2   | "悪魔のささやき" "The Devil You Know"                          | ブロンウェン・ヒューズ     | メアリー・リア・サットン               |
| 2022年: アンブレラ本社で動物実験の素体のドーベルマンに噛みつかれたビリーは、後からやってきた父アルの助言により、ジェイドと共にそのまま帰宅する。アルは娘たちの失態を、外部からの不正アクセスがによるものとして偽装工作を行う。そこに東京に出張していたはずのアンブレラCEO、イヴリン・マーカスが本社に帰社し、新製品「JOY」に関する協力をアルに要請する。 2036年: バクスター率いるアンブレラの部隊から逃れることに成功したビリーは、アンブレラが支配するイギリスの町ドーバーで情報収集を行う。そこで通信機器を手に入れ、夫アルジュンと通話し、アンブレラから追われていることを伝えると、アルジュンからフランスのカレーにあるアンブレラと敵対している生存者集団「ブラザーフッド」が支配する領域に逃げることを勧められる。 |     |                                                                |                            |                                        |
| 3 | 3   | "光に照らされて" "The Light"                                   | ロブ・ザイデングランツ     | シェーン・フランク ＆ ガレット・ペレダ |
| 2022年: 帰宅したビリーは自身の体に何か恐ろしい変化が起こっていることを理解する。アルはビリーから採取した血液を、実験用ラットに注射する。ラットは短期間で肉食の狂暴な怪物へと変貌を遂げ、ビリーがT-ウィルスに感染したことを知る。一方、イヴリンは社運を賭けた新製品「JOY」のプレゼンテーションを行い、これがアンブレラの救世主になると力説するが、アルは副作用について警告する。 2036年: ジェイドはカレーに向かうため、英仏海峡トンネル（ユーロトンネル）を他の生存者の集団と共に通り抜けようとするが、そこにバクスター率いるアンブレラが襲撃する。更にそこにリッカーの集団が襲撃し、ユーロトンネル内は生存者の集団、アンブレラ、クリーチャー達による三つ巴の戦場となる。 |     |                                                                |                            |                                        |
| 4 | 4   | "変化のとき" "The Turn"                                        | ロブ・ザイデングランツ     | ケリー・ウィリアムソン                 |
| 2022年: ルポライターのアンヘル・ルビオは、アンブレラがティファナで起こしたT-ウィルス漏洩事故や、かつてラクーンシティでティファナと同様の事故が起きていたことを知り、アンブレラについて独自に調査を行う。T-ウィルス感染生物に噛みつかれた人物について話していたジェイドに接触を図るため、ニューラクーンシティに潜入してウェスカー姉妹に接触する。 2036年: ユーロトンネルから脱出したジェイドは、カレーに到着するもバクスターと一緒にいたことが原因で、ブラザーフッドの集団に、彼らが支配する領域に連行される。ブラザーフッドの領域では、変異体のゼロを利用して他のゼロを操り、労働力として利用していた。これに興味を持ったジェイドは、変異体のゼロを捕獲し、利害の一致からバクスターと共闘してブラザーフッドの領域からの脱出を試みる。 |     |                                                                |                            |                                        |
| 5 | 5   | "ホームビデオ" "Home Movies"                                   | レイチェル・ゴールドバーグ | リンジー・ビジャレアル                 |
| 2022年: イヴリンはティファナやラクーンの事件について嗅ぎまわるアンヘルを拘束し、買収しようとするも失敗したため彼に拷問を行う。ジェイドとビリーはアンヘルから、かつてのラクーンシティが核爆発で滅んだことを聞き、半信半疑ながらも真相が気になり、友人のサイモンに協力を仰ぎ、父アルのPCの解析を依頼する。解析されたPCには、ウィルスに感染したビリーにアンブレラから逃げることを促すメッセージと、逃げるために必要な物を保管した鞄が家に隠されていることを知る。さらにウェスカー家の自宅地下に秘密の研究室が隠されていることが判明し、そこで父がかつてラクーンで行っていた実験などの秘密を目撃する。 2036年: ブラザーフッドの領域からの脱出を果たしたジェイドの前にアンブレラの部隊が現れる。そこにジェイドが目撃したのは、かつて死亡したはずの妹、ビリーであり、さらに彼女がアンブレラの部隊を率いて、ジェイドを拘束するよう部隊に命じる姿だった。 |     |                                                                |                            |                                        |
| 6 | 6   | "かつては誰かの大切な人" "Someone's Little Girl"               | バタン・シルバ             | ジェフ・ハワード                       |
| 2022年: アルはアンヘルの拷問中に、情報を吐かせることができないまま彼を死なせてしまう。イヴリンはアルを拘束室に連行するよう命じる。拘束室に連行されたアルはそこで意外な人物と再会する。 2036年: ビリー率いるアンブレラに連行されたジェイドは、2人だけになり、これまでの経緯について言葉を交わす。文明社会崩壊後にアンブレラの領域でイヴリンと共に暮らしていたビリーと、過去の文明を保存した町「ユニバーシティー」で暮らしていたジェイドは、境遇の違いからお互いのことを罵り合うが、最後にはビリーが自分が間違っていたことを認め、ジェイドの拘束を外して彼女を逃がす。アンブレラの領域から脱出したジェイドは、変異体のゼロの首を回収し、ユニバーシティーの住人達と合流。輸送船の中に築かれた町「ユニバーシティー」に乗船する。そこで夫のアルジュンと娘のビーと再会を果たし、家族団らんの時を過ごしながら、ユニバーシティーの科学者アムリタと共に、他のゼロを操る能力を持つ変異体の研究に取り掛かる。しかし、研究のためにジェイドが独断でゼロを外で捕獲し、船内に持ち込んだところ、事故によりゼロがアムリタに襲い掛かり、彼女を死なせてしまう。 |     |                                                                |                            |                                        |
| 7 | 7   | "パラサイト" "Parasite"                                        | バタン・シルバ             | メアリー・リア・サットン               |
| 2022年: アルは拘束室でバートと再会する。バートは自身と同じくオリジナルのアルバート・ウェスカーによって作られたクローン人間であり、アンブレラ本社で17年間もの間、軟禁されていた。イヴリンは部下にジェイドとビリーをアンブレラ本社に連れてくるよう命じる。バートが先んじて姉妹を助けようとするも、外の世界の常識を知らなかったため姉妹に怪しまれて失敗し、結局本社に連れてこられたジェイドとビリーは、そこで父親のアルが、実はクローン人間で、近親者の血液を定期的に摂取しないと生きられない体になっていることと、血液を手に入れるためにジェイドとビリーを生み出したという真相を知り、真相を知った二人は父親を拒絶する。 2036年: アムリタを失ったユニバーシティーにアンブレラが現れる。実はビリーは改心などしておらず、変異体のゼロの頭に発信機を仕込み、ユニバーシティーの場所を特定していた。アンブレラと交渉するため、ジェイドは船を降りてアンブレラの前哨基地に向かう。そこでアンブレラのトップであるイヴリンと再会するが、イヴリンは脳に電極を埋め込まれて操り人形と化しており、イヴリンを操るビリーこそがアンブレラの影の支配者であることが判明する。追い詰められたジェイドだったが、彼女は窮地を脱するために秘策を発動する。 |     |                                                                |                            |                                        |
| 8 | 8   | "リベレーションズ ～明かされる真実～" "Revelations"            | レイチェル・ゴールドバーグ | タラ・ナイト ＆ アンドリュー・ダブ     |
| 2022年: 父親の真相を知り、動揺したウェスカー姉妹はアンブレラから逃げようと試みるも、ビリーが捕まる。ジェイドはサイモンに協力を仰ぎ、ビリーを救うためアンブレラ本社に向かう。一方、感染しながらも転化していないビリーに興味を持ったイヴリンは、ビリーを唆して実験台にしようとするも失敗し、ビリーを取り逃がす。逃げだしたビリーはバートと出会い、バートは、二人の父親の行為について「許されないことだが、決して娘たちに愛情が無かったわけじゃない」と説き伏せる。その後、ジェイド、サイモン、アル、ビリー、バートの5人が合流し、脱出を試みるが、イヴリンの妨害に合い、またビリーの暴走もあってサイモンを失う。さらに父アルも姉妹を助けるため犠牲になり、残されたジェイド、ビリー、バートの3人は、アルが最後に残したメモを頼りに、日本の秋葉原に居るというエイダ・ウォンという人物に会うため旅を始める。 2036年: ジェイドは変異体のゼロの研究によって得た秘策を用いて、大量のゼロの集団をアンブレラの前哨基地に呼び込んだ。混乱に乗じてユニバーシティーに戻ったジェイドは、アンブレラが追ってこれないように、ユニバーシティーに保管していたワニのクリーチャーを目覚めさせたが、娘のビーが巻き込まれてしまう。ビーを助け出すために船を降り、ビーと再会したところで、ビリー率いるアンブレラに追い詰められる。ビーだけは助けてほしいと懇願するジェイドをビリーは悩んだ末に銃撃し、ビーを連行した。 |     |                                                                |                            |                                        |